# Austrogomphus australis
Austrogomphus australis är en trollsländeart som först beskrevs av Selys 1854.  Austrogomphus australis ingår i släktet Austrogomphus och familjen flodtrollsländor. Inga underarter finns listade i Catalogue of Life.